# 스트라스부르게리아과
스트라스부르게리아과(Strasburgeriaceae)는 크로소소마목으로 분류되는 과의 하나로, 2속 2종의 속씨식물을 포함하고 있다. 1981년의 크론퀴스트 분류 체계에서는 차나무과로 분류되었고, 2003년의 APG II 분류 체계에서는 특정 목에 분류하지 않고 장미군에 직접적으로 속하는 과로 분류되었다. 2006년 5월에 새로 발표된 분류 체계에서는 크로소소마목으로 분류되고 있다.

## 하위 속
- 익서바속 (Ixerba)
- 스트라스부르게리아속 (Strasburgeria)